# Acanthocanthopsis
Acanthocanthopsis – rodzaj widłonogów z rodziny Chondracanthidae.

## Systematyka
Rodzaj ten wprowadził w 1945 roku duński zoolog Poul Heegaard dla nowo opisanego przez siebie gatunku Acanthocanthopsis quadrata. W 1970 roku Ju-Shey Ho podał w wątpliwość ważność tego rodzaju i przeniósł A. quadrata do Chondracanthus. W 2005 roku Danny Tang i Ju-Shey Ho przywrócili rodzaj Acanthocanthopsis i przenieśli do niego także drugi gatunek – Pseudochondracanthus chilomycteri. Autorzy przedstawili też poprawioną diagnozę rodzaju Acanthocanthopsis oraz ponownie opisali A. quadrata.

### Podział systematyczny
Do rodzaju należą następujące gatunki:
- Acanthocanthopsis chilomycteri (Thomson, 1889)
- Acanthocanthopsis quadrata Heegaard, 1945